# Rhynchospora subtilis
Rhynchospora subtilis är en halvgräsart som beskrevs av Johann Otto Boeckeler. Rhynchospora subtilis ingår i släktet småag, och familjen halvgräs. Inga underarter finns listade i Catalogue of Life.